# 독일 농구 국가대표팀
독일 농구 국가대표팀(독일어: Deutsche Basketballnationalmannschaft)은 독일을 대표하여 국가대항전에 참가하는 농구 국가대표팀으로 독일 농구 연맹에 의해 운영된다.
월드컵 본선에는 6번 출전하여 2002년 대회에서 동메달을 획득했고 2023년 대회에서 우승을 차지했다. 올림픽 본선에는 5번 출전하여 1984년 대회와 1992년 대회에서 8강에 올랐으며 FIBA 유로바스켓에는 24번 출전하여 금메달과 은메달 각각 1개씩 획득했다.

## 선수 명단

### 주요 선수
- 디르크 노비츠키
- 데니스 슈뢰더
- 크리스 케이먼
- 프란츠 바그너

## 같이 보기
- 바스켓볼 분데스리가
- 유로리그 바스켓볼